# Prostituzione in America settentrionale
     Prostituzione legale e regolamentata
     La prostituzione intesa come scambio di sesso per denaro è legale; ma la prostituzione in sé non è regolamentata in alcun modo
     Prostituzione illegale: la legge punisce i clienti ma non le prostitute
     Prostituzione illegale (tranne alcune contee rurali dello stato americano del Nevada)
     Nessun dato

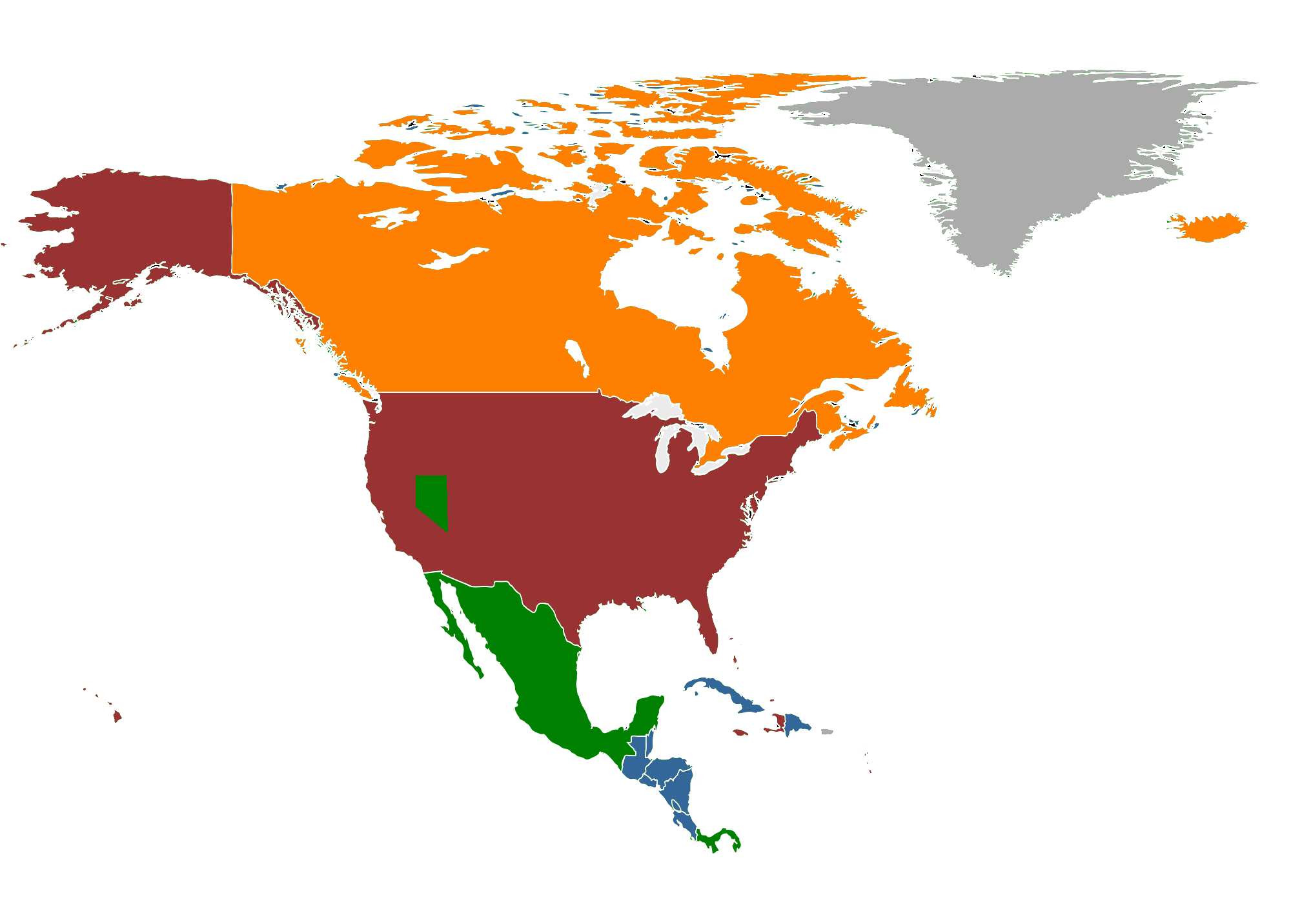
Prostituzione legale e regolamentata
La prostituzione intesa come scambio di sesso per denaro è legale; ma la prostituzione in sé non è regolamentata in alcun modo
Prostituzione illegale: la legge punisce i clienti ma non le prostitute
Prostituzione illegale (tranne alcune contee rurali dello stato americano del Nevada)
Nessun dato

La legalità della prostituzione in America del Nord può variare anche significativamente, a seconda del paese preso in esame. La maggior parte delle nazioni con prostituzione legale, hanno regolamentato anche tutti gli atti di "servizio sessuale" in cambio di denaro.
I livelli di applicazione variano a seconda della regione; gli Stati Uniti d'America è l'unico paese multinazionale in cui la legalità della prostituzione non si trova sotto la responsabilità del governo federale, ma viene piuttosto lasciata ai vari enti statali territoriali o distretti.

## Prostituzione per paese

### America settentrionale

#### Messico
La prostituzione è stata regolamentata a partire dal 1885. A tutt'oggi 13 dei 21 stati messicani regolano la prostituzione. Prostituirsi sotto i 18 anni è illegale, pur essendo un'attività abbastanza comune. Nella maggior parte del paese, lo sfruttamento della prostituzione è illegale, anche se ancora si verificano rapporti pappone-lavoratori, a volte sotto protettori femminili chiamati madrotas. Il governo offre rifugio per le ex prostitute.

### America centrale

#### Belize
La prostituzione è legale in Belize , ma tutte le attività associate, come la gestione di un bordello o il bighellonare a fini di prostituzione e sollecitare il sesso sono illegali

#### Costa Rica
La prostituzione non è illegale , ma molte delle attività che lo circondano sono illegali, come la legge che vieta la promozione od il favorire la prostituzione di un altro, e quindi lo sfruttamento della prostituzione , i bordelli, o prostituzione sono illegali . La prostituzione è comune e viene praticata apertamente in tutto il paese, in particolare nelle destinazioni turistiche popolari.

#### El Salvador
La prostituzione in sé è legale, ma non l'indurre, il facilitare od il promuovere o dare incentivi a una persona per costringere a lavorare come prostituta (sia che operano in bordelli o nella prostituzione di strada). La prostituzione dei bambini (minori di 18 anni), è anche illegale. Nella generalità dei casi, la prostituzione è comune in San Salvador. 

#### Guatemala
La prostituzione è legale in sé, ma l'ingaggio è vietato (i bordelli o la prostituzione organizzata sono illegali).

#### Honduras
La prostituzione è di per sé legale, ma non lo è il facilitare e promuovere la prostituzione di un altro (tramite bordelli o prostituzione di strada). L'Honduras, come molti paesi dell'America Latina, ha a che fare con il turismo sessuale.

#### Nicaragua
La prostituzione è legale in sé, ma è fortemente scoraggiata dalla legge (i bordelli e altre forme di sfruttamento sono illegali).

#### Panama
La prostituzione è legale e regolamentata. Le prostitute sono tenute a registrarsi e portare sempre con sé le carte e i documenti di identificazione.

### Caraibi

#### Repubblica Dominicana
La prostituzione è legale, ma un terzo non può derivare un guadagno economico dalla prostituzione (i bordelli o stabilimenti analoghi sono illegali). Tuttavia, il governo di solito non fa rispettare leggi sulla prostituzione.

#### Haiti
La prostituzione è illegale

#### Porto Rico
La prostituzione in Porto Rico è sempre stata vista come un tabù e quindi illegale. Tuttavia, a causa dell'economia in declino, il governo portoricano ha considerato l'eventuale legalizzazione della prostituzione nel 2014

## Tabella riassuntiva
| Paese/Territorio        | Prostituzione legale                                                  | Età del consenso per esercitare la prostituzione                                                                       | Bordelli                                                                  | Sfruttamento della prostituzione         | Note |
| ----------------------- | --------------------------------------------------------------------- | --- | ------------------------------------------------------------------------- | ---------------------------------------- | --- |
| Bahamas                 | No                                                                    | No | No                                                                        | No                                       | |
| Barbados                | No                                                                    | No | No                                                                        | No                                       | |
| Belize                  | Si                                                                    | Si | No                                                                        | No                                       | |
| Canada                  | Legale la vendita ed offerta di sesso, ma illegale l'usufruirne       | Si | Si                                                                        | No                                       | - |
| Costa Rica              | Si                                                                    | Si | Si                                                                        | No                                       | La Costa Rica è diventato un luogo popolare per il turismo sessuale tra adulti, ma anche con minori. |
| Cuba                    | Si                                                                    | Si | No                                                                        | No                                       | |
| Repubblica Dominicana   | Si                                                                    | Si | No                                                                        | No                                       | Il turismo sessuale minorile e la prostituzione minorile è un grosso problema nella Repubblica Dominicana. La maggior parte di coloro che esercitano la prostituzione sono stranieri vittime di traffico di esseri umani e traffico di minorenni provenienti da Haiti. |
| El Salvador             | Si                                                                    | Si | Si                                                                        | No                                       | |
| Groenlandia             | No                                                                    | No | No                                                                        | No                                       | La prostituzione minorile è qui considerata esser un grave problema. |
| Isola di Guadalupe      | Si                                                                    | Si | No                                                                        | No                                       | |
| Guatemala               | Si                                                                    | Si | No                                                                        | No                                       | |
| Haiti                   | Illegale, ma comune nella pratica quotidiana                          | No | No                                                                        | No                                       | La prostituzione minorile è un problema grave, a causa della povertà generale, ma anche della corruzione. La maggior parte dei bambini che si prostituiscono sono vittime della tratta in direzione della Repubblica Dominicana. Il traffico di esseri umani non è espressamente vietato dalla legge. |
| Honduras                | Si                                                                    | Si | No                                                                        | No                                       | Quello della prostituzione minorile rimane un problema serio. |
| Giamaica                | Illegale, ma tollerata                                                | Non è ammessa, ma in pratica viene tollerata, con una varietà di età                                                   | No                                                                        | No                                       | |
| Martinica               | Si                                                                    | Si | No                                                                        | No                                       | |
| Messico                 | Si                                                                    | Si | Si                                                                        | No                                       | La Prostituzione minorile e il traffico di esseri umani rimane un grave problema a causa della corruzione della polizia. La maggior parte delle prostitute straniere sono trafficate dall'America centrale e la maggior parte delle prostitute messicane (soprattutto bambini di sesso femminile) sono vittime della tratta negli Stati Uniti. |
| Nicaragua               | Si                                                                    | Si | No                                                                        | No                                       | La Prostituzione minorile rimane un problema serio. |
| Panama                  | Si                                                                    | Si | Si                                                                        | No                                       | La Prostituzione minorile rimane un grave problema. |
| Porto Rico              | No                                                                    | No | No                                                                        | No                                       | La prostituzione è un problema importante, con molte vittime della tratta provenienti dalla Repubblica Dominicana. Il governo portoricano sta esaminando la proposta di legalizzazione della prostituzione. |
| Saint-Pierre e Miquelon | Si                                                                    | Si | No                                                                        | No                                       | |
| Trinidad e Tobago       | No                                                                    | No | No                                                                        | No                                       | |
| Stati Uniti d'America   | Nessuna legge federale; illegale ovunque, eccetto 12 contee in Nevada | Nessuna legge federale; ovunque non ammessa, tranne che in 12 contee in Nevada, con un'età variabile dai 18 ai 21 anni | Nessuna legge federale; illegale ovunque, meno che in 12 contee in Nevada | Nessuna legge federale; illegale ovunque | La costituzione degli Stati Uniti vieta al governo federale di far passare qualsiasi legge sulla prostituzione. Stati, territori, e il Distretto Federale sono autorizzati a promulgare leggi che regolano la prostituzione. Nonostante ciò, quasi tutti, hanno una giurisdizione interna che proibisce la prostituzione, tranne il Nevada. La prostituzione è generalmente creduta come essere un grosso problema, con molte prostitute le quali risultano essere vittime della tratta verso gli Stati Uniti dalle Filippine, dalla Corea del Sud, da Cina, Messico ed America Centrale, come Haiti e la Repubblica Dominicana. |
| Isole Vergini Americane | No                                                                    | No | No                                                                        | No                                       | |